# Neuweiler Viehweide
Neuweiler Viehweide ist ein Naturschutzgebiet und ein Schonwald auf dem Gebiet der baden-württembergischen Gemeinde Waldenbuch im Landkreis Böblingen.

## Kenndaten
Das Naturschutzgebiet wurde mit Verordnung des Regierungspräsidiums Stuttgart vom 3. Januar 1984 ausgewiesen und hat eine Größe von 13,5 Hektar. Es wird unter der Schutzgebietsnummer 1.118 geführt. Der CDDA-Code für das Naturschutzgebiet lautet 164802 und entspricht der WDPA-ID.

## Lage
Das hudewaldartige Gebiet, eines der letzten Relikte der alten Schönbuchlandschaft, liegt rund zwei Kilometer westlich der Ortsmitte von Waldenbuch. Es wird vollständig umschlossen vom Landschaftsschutzgebiet Glemswald, das im Landkreis Böblingen die Nummer 1.15.089 führt. Die Neuweiler Viehweide liegt im Naturraum 104-Schönbuch und Glemswald innerhalb der naturräumlichen Haupteinheit 10-Schwäbisches Keuper-Lias-Land.

## Schutzzweck
Wesentlicher Schutzzweck ist laut Schutzgebietsverordnung die Erhaltung eines heidewaldartigen Charakters mit Förderung solitärer Eichen ggf. auch im Jugendstadium, die Erhaltung einer vielfältigen und abwechslungsreichen Baumartenzusammensetzung mit möglichst unterschiedlichem Alter sowie die Förderung des Brutbiotopangebotes für Höhlenbrüter.
Die Bezeichnung Neuweiler Viehweide deutet darauf hin, dass hier früher Bauern der kleinen, rund 3 km entfernten Ortschaft Neuweiler Hutung betrieben. Nach Einstellung dieser Waldbeweidung hat sich das Gebiet größtenteils auf natürliche Art mit Gehölzen bestockt. Auf dem zunächst sanften und nach Süden hin stärker abfallenden Hang zur Talaue des Fäulbaches, eines Nebengewässers der Aich, stehen abwechslungsreiche Laubholzbestände mit vielen Rotbuchen. Beigemengt sind Hainbuchen, Feld- und Bergahorn, Linden, Elsbeeren sowie Waldkiefern aus natürlichem Anflug und wenige jüngere Fichten. Eine Besonderheit in diesem aufgelockerten, lichtreichen Laubmischwald sind alte, solitäre Eichen mit Stammumfängen von 4 Metern bis nahezu 6 Metern.